# HD 192263 (Phoenicia)
HD 192263 eller Phoenicia, är en stjärna belägen i den mellersta delen av stjärnbilden Örnen. Den har en skenbar magnitud av ca 7,79 och kräver en handkikare eller ett mindre teleskop för att kunna observeras. Baserat på parallax enligt Gaia Data Release 3 på ca 50,94 mas beräknas den befinna sig på ett avstånd av ca 64 ljusår (ca 19,6 parsec) från solen. Den rör sig bort från solen med en heliocentrisk radialhastighet av ca 2 km/s.

## Nomenklatur
Stjärnan HD 192263 har fått namnet Phoenicia, som valdes av Libanon i NameExoWorlds-kampanjen under IAU:s 100-årsjubileum. Fenicien var en forntida talassokratisk civilisation vid Medelhavet som härstammar från området i dagens Libanon. Den tillhörande exoplaneten gavs namnet Beirut efter Libanons huvudstad.

## Observationer
I slutet av 1990-talet upptäckte Klaus G. Strassmeier et al. att HD 192263 är en variabel stjärna samtidigt som man sökte efter stjärnor som skulle vara goda kandidater för doppleravbildning. Den fick 2006 sin variabelbeteckning, V1703 Aquilae.

## Egenskaper

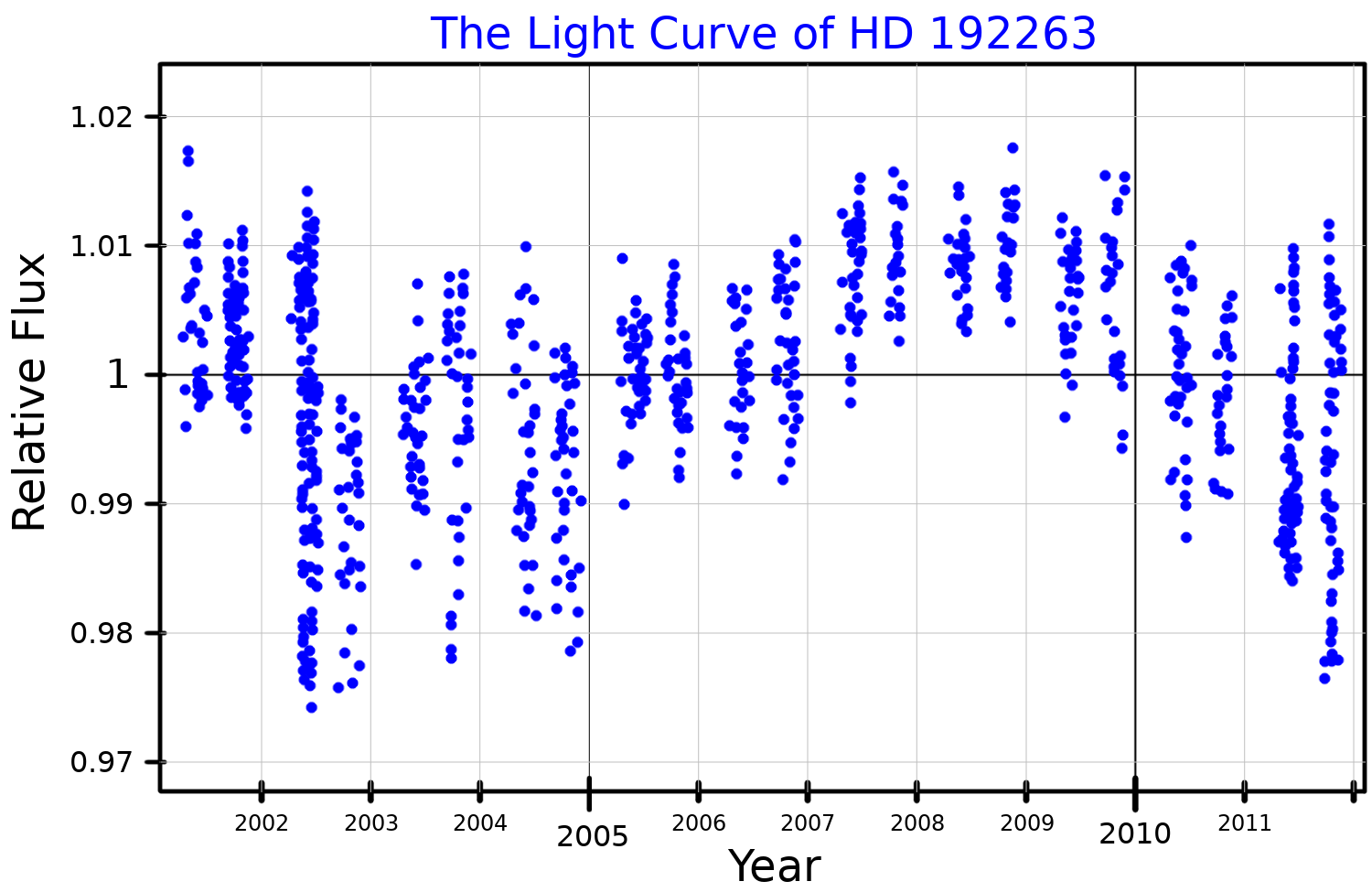
Ljuskurva i B +y-bandet för HD 192263, plottad från Dragomir et al. (2012)

Primärstjärnan HD 192263 är en orange till gul stjärna i huvudserien av  spektralklass K1/2 V, som är en BY Draconis-variabel, med variationer i ljusstyrka som orsakas av stjärnfläckar på en roterande stjärnatmosfär. Den har en hög nivå av magnetisk aktivitet i sin kromosfär. Den har en massa av ca 0,65 solmassor, en radie av ca 0,74 solradier och utsänder energi från dess fotosfär motsvarande ca 0,3 gånger solen vid en effektiv temperatur av ca 4 950

## Planetsystem
Den 28 september 1999 hittades en exoplanet vid HD 192263 av Geneva Extrasolar Planet Search-teamet med hjälp av CORALIE-spektrografen på 1,2 m Euler Swiss Telescope vid La Silla Observatory, upptäckt oberoende av Vogt et al. 
| Planet   | Massa            | Halv storaxel (AE) | Siderisk omloppstid (d) | Excentricitet | Inklination | Radie |
| -------- | ---------------- | ------------------ | ----------------------- | ------------- | ----------- | ----- |
| b Beirut | >0,641 ± 0,61 MJ | 0,15312 ± 0,00095  | 24,3587 ± 0,0022        | 0,008 ± 0,014 | -           | -     |